# Mimusops perrieri
Mimusops perrieri là một loài thực vật có hoa trong họ Hồng xiêm. Loài này được Capuron ex Aubrév. mô tả khoa học đầu tiên năm 1964.